# Cycloseris mexicana
Espèce
Synonymes
- Cycloseris distorta (Michelin, 1842)
- Fungia distorta Michelin, 1842 (préféré par UICN)
- Diaseris distorta (Michelin, 1843)

Cycloseris mexicana est une espèce de coraux appartenant à la famille des Fungiidae.